# Tapio Pöyhönen
Tapio Pöyhönen, né le 19 novembre 1927, à Helsinki, en Finlande et décédé le 27 août 2011, à Helsinki, en Finlande, est un ancien joueur finlandais de basket-ball.